# Titularbistum Urci
Urci ist ein Titularbistum der römisch-katholischen Kirche.
Es geht zurück auf einen untergegangenen Bischofssitz in der antiken Stadt Urci, die in der römischen Provinz Tarraconensis bzw. in der Spätantike Carthaginiensis lag. Der Bischofssitz gehörte der Kirchenprovinz Toledo an.
| Titularbischöfe von Urci |                                    |                                                 |                   |                   |
| Nr.                      | Name                               | Amt                                             | von               | bis               |
| 1                        | Francis Xavier Sanguon Souvannasri | emeritierter Bischof von Chanthaburi (Thailand) | 3. April 1970     | 22. Dezember 1970 |
| 2                        | Philip Sulumeti                    | Weihbischof in Kisumu (Kenia)                   | 28. Mai 1972      | 9. Dezember 1976  |
| 3                        | Jean-Paul Labrie                   | Weihbischof in Québec (Kanada)                  | 4. April 1977     | 29. Juli 2001     |
| 4                        | Oscar Azarcon Solis                | Weihbischof in Los Angeles (USA)                | 11. Dezember 2003 | 10. Januar 2017   |
| 5                        | Antoni Vadell Ferrer               | Weihbischof in Barcelona (Spanien)              | 19. Juni 2017     | 12. Februar 2022  |
| 6                        | David Abadías Aurín                | Weihbischof in Barcelona (Spanien)              | 14. Februar 2023  |                   |